# 江尻早紀
江尻早紀（えじり さき、1991年〈平成3年〉5月30日 - ）は日本の実業家・元女優・元タレント。長野県飯綱町出身。かつてエイジアプロモーションに所属していた。
 その後、エステサロンなどを運営する合同会社AYAをM&Aにより買収し、経営者としての道を歩み始める。2025年1月には、合同会社AYAを「Saki’s Collection株式会社」へと組織変更し、現在は同社の代表取締役社長を務めている。麻布十番エリアにて、痩身特化型エンダモロジー専門店の「プライベートサロンAmour」、フェイシャルサロン「Amour deux（アムールドゥ）」、そして妊活・フェムケアを中心としたよもぎ蒸し専門の「Amour trois（アムールトロワ）」の3店舗を展開している。 　

## 略歴
長野県で生まれ18歳の時に上京。エイジアプロモーションに所属しドラマ、雑誌、映画など女優として活動する。その後芸能界を引退し、水商売に転身。西麻布のラウンジでは2年以上にわたりNo1.の位置を維持し、その後六本木のキャバクラ「ジャングル」に移る。30歳の誕生日を機に水商売を引退し、結婚、出産するが、わずか2年あまりで離婚。その後エステサロンなどを運営する合同会社AYAをM&Aし買収する。現在は麻布十番で3店舗のエステサロンを経営しながら母親業にも専念している

## 人物
- 2人兄弟の末っ子（兄がいる）。
- 趣味はサウナ、読書。
- 特技はピアノ、韓国語。
- 好きな食べ物は、焼肉。
- とてもポジティブな性格で逆境に強い性格だと語っている。
- ハリウッドビューティー専門学校を中退している。

## 出演
テレビ
・Powered by TV〜元気ジャパン〜
YouTube
・令和の虎人財版Tiger Funding
・ラファエル　サブチャンネル
・ ラファエル倶楽部
・にっぽんの宝物公式チャンネル

CM
・  Doctor.H第一次加盟店募集

雑誌
・Ray2023年11月号